# Повесть о взятии Царьграда крестоносцами
Повесть о взятии Царьграда крестоносцами (фрягами) в 1204 году — русский рассказ о захвате Константинополя (Царьграда) крестоносцами (фрягами) во время Четвёртого крестового похода, нашедший отражение в русском летописании.

## Текстологияи происхождение
Известна в трёх группах списков. Первая группа вошла в состав Новгородской первой летописи — Синодального списка Старшего извода (в часть, датируемую XIII веком) и списков Младшего извода — Комиссионного (середины XV века), Академического (XV века) и восходящих к ним Воронцовского и Толстовского списков. Вторая группа списков читается в составе летописных сводов XV—XVI веков: Софийской первой, Вологодско-Пермской, Воскресенской, Никоновской и других летописей. Третья группа вошла, предположительно, через посредство летописного свода середины XV века, в состав второй редакции Летописца Еллинского и Римского. Присутствие Повести в составе части Синодального списка XIII века представляет собой редкий случай, когда рукопись незначительно удалена по времени от даты создания памятника.
В старших списках, в составе Новгородской первой летописи, Повесть не озаглавлена, представляя собой обычную годовую статью. В Софийской первой летописи носит название «О взятьи богохранимого Царяграда», в Летописце Еллинском и Римском — «О взятьи богохранимого Костянтина-града от фряг».
Предполагается, что автор был русским и находился в Византии либо непосредственно в момент взятия города крестоносцами, либо вскоре после описываемых событий. Имеющееся предположение, что автором был Добрыня Ядрейкович (архиепископ Новгородский Антоний), не имеет под собой достаточных оснований. По мнению О. В. Творогова, хотя старшие списки находятся в составе новгородской летописи, возможно и южнорусское происхождение автора Повести.

## Содержание
Автор хорошо знаком с политической обстановкой того времени, точен в описании обстоятельств осады, взятия и разграбления города, хорошо знает топографию столицы. Позиция автора достаточно нейтральна. Он не выступает в качестве апологета византийцев, которых упрекает в «сваде» (распре), приведшей в итоге к захвату города, ни сторонником «фрягов»: откровенно описываются грабеж и насилия, чинимые ими, хотя и упоминается, что все это делалось вопреки повелению императора и папы. В Повести отразились народные слухи и легенды, связанные с произошедшими событиями: легендарный характер носят рассказы о подробностях бегства царевича Алексея в бочке с двойным дном, о количестве сокровищ, разграбленных «фрягами».
Рассказ изобилует подробностями. Язык произведения простой и выразительный. Стиль повествования близок к стилю древнерусских летописей. Н. А. Мещерский отмечает «лаконичное, полное внутренней энергии построение речей, обилие в них исконно русской лексики… Летописный стиль прослеживается и в описаниях боевых действий, когда мы встречаемся с точным употреблением воинской терминологии». По оценке А. И. Гончарова для Повести свойственна репортажность и очерковость.

## Значение
Н. В. Трофимова пишет, что «Повесть о взятии Царьграда крестоносцами в 1204 г.» — это «первая сохранившаяся внелетописная повесть». Является первым подробным сообщением о событиях в Византии данного времени на русском языке.
Наличие в новгородском летописании пространной вставной «Повести о падении Константинополя» послужило одной из основ для выделения гипотетического Новгородского летописного свода 1204 года
Рассказ позволяет корректировать и дополнять сообщения других источников. Повесть дополняет подробное изложение данных событий византийским историком Никитой Хониатом.

## Издания
- Повесть о взятии Царьграда крестоносцами в 1204 г. / Подготовка текста, пер. и примеч. О. В. Творогова // в кн.: «Изборник» : Сборник произведений литературы Древней Руси. — М., 1969. — С. 280—289;
- Повесть о взятии Царьграда крестоносцами в 1204 г. / Подготовка текста, перевод и комментарий О. В. Творогова. — Памятники литературы Древней Руси. — XIII век. — 1981. — С. 106—113, 537—539.
- Публикации в составе летописей.